# Pim Bazen
Pieter Willem (Pim) Bazen (Vlissingen, 1 juli 1921 – Diepenveen, 21 maart 1984) was een Nederlands politicus van de VVD.
Na de mulo ging hij eerst als volontair en daarna als derde ambtenaar werken bij de gemeentesecretarie van Koudekerke. In 1943 maakte hij de overstap naar de gemeente Sint Laurens en later dat jaar werd hij ambtenaar bij de Noord-Hollandse gemeente Sijbekarspel waar hij het bracht tot gemeentesecretaris. Midden 1947 keerde hij terug naar Zeeland om de gemeentesecretaris van Zonnemaire te worden en ruim een jaar later volgde zijn aanstelling tot gemeentesecretaris van de aangrenzende gemeente Brouwershaven. In april 1953, kort na de watersnoodramp, werd hij de gemeentesecretaris van 's-Graveland. In juni 1962 werd Bazen benoemd tot burgemeester van Bathmen. In 1964 kwam hij landelijk in het nieuws omdat deze burgemeester zijn zoontje, die net was blijven zitten op de plaatselijke openbare school, van school had gehaald en naar een school in Colmschate had gestuurd vanwege het volgens hem te lage beschavingspeil op de vorige school. In 1982 werd Willem Enklaar, die tot 1962 al waarnemend burgemeester van Bathmen was geweest, daar opnieuw waarnemend burgemeester. In juni 1983 werd Bazen vanwege gezondheidsredenen eervol ontslag verleend en nog geen jaar later overleed hij op 62-jarige leeftijd.